# Андерсон, Джейми
Дже́йми Луиза А́ндерсон (англ. Jamie Louise Anderson; род. 13 сентября 1990, Саут-Лейк-Тахо, Калифорния) — американская сноубордистка, двукратная чемпионка зимних Олимпийских игр в слоупстайле.
- Первая олимпийская чемпионка в слоупстайле (2014);
- Двукратная олимпийская чемпионка в слоупстайле, после победы на Олимпиаде 2018;
- Многократная чемпионка X-Games в слоупстайле (2007, 2008, 2011, 2012, 2012, 2013);
- Серебряный призёр чемпионата мира по сноуборду в слоупстайле (2012);
- Обладательница Кубка мира по сноуборду (AFU) 2015/16;
- Многократная победительница этапов Кубка мира (всего — 5 побед).

## Биография
Джейми Андерсон родилась и выросла в Саут-Лейк-Тахо, штат Калифорния, она была пятым ребёнком из восьми в семье. Впервые начала кататься на сноуборде в возрасте девяти лет.

## Результаты выступлений в Кубке мира
| 2013-14 Итоги | 2013-14 Итоги | Кардона | Купер | Стоунхем | ОИ Сочи | Крайшберг |
| Очков         | Место         | С-С     | С-С   | С-С      | C-C     | C-C       |
| 1360          | 8             | 1       | 7     | -        | 1       | -         |

| 2012-13 Итоги | 2012-13 Итоги | Купер | ЧМ Стоунхем | Сочи | Шпиндлерув-Млин | Сьерра-Невада |
| Очков         | Место         | С-С   | С-С         | С-С  | С-С             | C-C           |
| 1000          | 15            | 1     | -           | CANC | DNS             | -             |

| 2009/10 Итоги (ALL) | 2009/10 Итоги (ALL) | Кардона | Саас-Фе | Крайшберг | Стоунхем | Калгари | ОИ Ванкувер | Валмаленко | Ля Молина |
| Очков               | Место               | Х-П     | Х-П     | Х-П       | Х-П      | Х-П     | Х-П         | Х-П        | Х-П       |
| 200                 | 123                 | 13      | -       | -         | -        | -       | -           | -          | -         |